# تيم كينيدي (لاعب هوكي جليد)
تيم كينيدي (بالإنجليزية: Tim Kennedy)‏ هو لاعب هوكي جليد أمريكي، ولد في 30 أبريل 1986 في بوفالو في الولايات المتحدة.

## وصلات خارجية
- تيم كينيدي على موقع دوري الهوكي الوطني (الإنجليزية)
- تيم كينيدي على موقع دوري الهوكي للقارات (الإنجليزية)
- تيم كينيدي على موقع EliteProspects.com (الإنجليزية)
- تيم كينيدي على موقع Eurohockey.com (الإنجليزية)
- تيم كينيدي على موقع HockeyDB.com (الإنجليزية)
- تيم كينيدي على موقع Hockey-Reference.com (الإنجليزية)